# جدار القلب (مسلسل)
جدار القلب مسلسل مصري إنتاج 2008..

## ملخص القصة
تتولى الدكتورة كريمة المسؤولية عن قسم المتهمين بمستشفى الأمراض العقلية، وهو مشهود لها بالشرف والأمانة، وقد حاول محامي أحد المتهمين الأثرياء بقتل زوجته رشوتها بعد تحويل المحكمة للقضية إليها، لكنه يفشل

## التمثيل
- سميرة أحمد (د. كريمة عبد الظاهر)
- مصطفى فهمي (يوسف بليغ - المحامي)
- محمود قابيل (د. قدري سالم)
- تامر عبد المنعم (د. جمال)
- محمد أبو داوود (د. واصف)
- لطفي لبيب (عثمان عبد الظاهر)
- رجاء الجداوي
- صفاء الطوخي (إنتصار الهلالي)
- حسن كامي
- شعبان حسين
- صفاء جلال (شرين)